# فلمينات

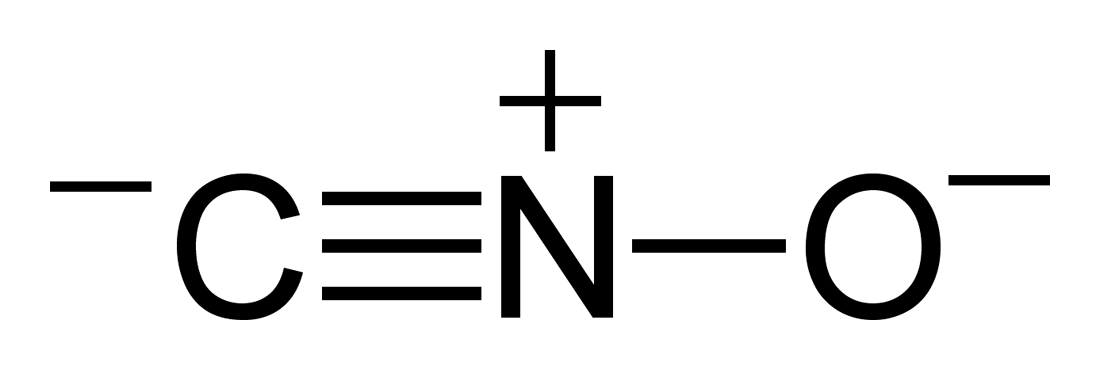
الصيغة البنائية لأيون الفلمينات

الفلمينات هي مركبات متفجرة مشتقة من الحامض الفلميني كفلمينات الزئبق. وهي مركبات كيميائية تشمل أيون الفلمينات.
اللفظ الإنجليزي اللفظ لكلمة "fulminate".